# Foeke Booy
Foeke Booy (* 25. April 1962 in Leeuwarden) ist ein ehemaliger niederländischer Fußballspieler und -trainer sowie aktueller -funktionär.

## Spielerkarriere
Der frühere Mittelfeldspieler begann seine Profikarriere 1980 beim damaligen Zweitligisten SC Cambuur-Leeuwarden. Nach vier Jahren wechselte Booy zu Ligakonkurrenten De Graafschap. Dort spielte er eine gute Saison, schoss zwanzig Tore und hatte damit großen Anteil an Platz drei in der Eerste Divisie. Aufgrund dieser Leistungen wurden auch Erstligamannschaften auf ihn aufmerksam und so wechselte Booy nach nur einem Jahr zum Eredivisie-Absteiger PEC Zwolle und schaffte mit diesem den sofortigen Wiederaufstieg. Nach einem Jahr in der höchsten niederländischen Spielklasse zog es den Mittelfeldspieler zum FC Groningen. Beim Stolz des Nordens war Booy aber nur eine Spielzeit und er entschied sich zur Saison 1988/89 nach Belgien zum KV Kortrijk zu gehen. In der belgischen Ersten Division belegte er mit seinem neuen Team den achten Rang, so gut wie seit 1981 nicht mehr. Seine anhaltenden guten Leistungen wurden schließlich vom belgischen Spitzenklub FC Brügge bemerkt, so dass Booy im Sommer 1989 von den Königlichen verpflichtet wurde. Bereits in seinem ersten Jahr bei den schwarz-blauen, wurde er nationaler Meister mit dem Klub. Im Jahr darauf wurde der Beker van België gewonnen und 1992 nochmal die Meisterschaft. In seiner letzten Saison für Brügge blieb Booy titellos. 1993/94 unterzeichnete der Offensivspieler bei Konkurrenten KAA Gent, ehe er nur ein Jahr später nochmal zurück in die Niederlande wechselte und sich dem FC Utrecht anschloss. Im Sommer 1996 beendete Booy seine aktive Karriere, nachdem er zuvor mit Knieproblemen zu kämpfen hatte.

## Trainerkarriere
Nach seinem Karriereende als aktiver Spieler entschied sich Booy sofort für eine Laufbahn als Trainer und wechselte in den Nachwuchsbereich des FC Utrecht, um dort Jugendmannschaften zu trainieren. Später betreute er die Jong Utrecht, die Reservemannschaft des Klubs, ehe er 2000 unter Frans Adelaar Co-Trainer des Profiteams wurde. Nach Adelaars Abschied übernahm er 2002 für fünf Jahre den Klub und konnte mit ihm 2003 und 2004 den KNVB-Pokal gewinnen. Zudem wurde 2004 die Johan-Cruyff-Schaal geholt, nachdem man Ajax Amsterdam mit 4:2 schlagen konnte. Die beste Ligaplatzierung unter seiner Führung erreichte das Team 2005/06, als der sechste Rang erspielt wurde. 2007 ging Booy kurzzeitig auf ein Traineramt beim arabischen Klub Al-Nasr ein. Diese Verbindung blieb aber nur kurz und den Fußballlehrer zog es wieder in die Heimat, wo er im Dezember 2007 von Sparta Rotterdam verpflichtet wurde. Dort reichte es in zweieinhalb Jahren aber nur zu zwei unbefriedigenden dreizehnten Plätzen und Booy gab im Sommer 2009 den Posten wieder ab.
Für die Folgesaison verpflichtete ihn sein ehemaliger Arbeitgeber FC Utrecht als sportlicher Direktor, wo er bis Mai 2012 blieb. Dem anschließenden Engagement beim belgischen Fußballverein Cercle Brügge, folgte der Trainerposten bei den Go Ahead Eagles Deventer. Dort wurde er am 22. März 2015 entlassen, nachdem der Verein nach einer Heimniederlage gegen Vitesse Arnheim auf Platz 17 der Tabelle abrutschte.

## Erfolge

### Als Spieler
- Belgischer Meister mit dem FC Brügge: 1989/90, 1991/92
- Belgischer Pokalsieger mit dem FC Brügge: 1990/91

### Als Trainer
- Niederländischer Pokalsieger mit dem FC Utrecht: 2002/03, 2003/04
- Niederländischer Supercupsieger mit dem FC Utrecht: 2004